# Fräschels
Pour les articles homonymes, voir Frasses (homonymie).
Fräschels (Frasses en français) est une localité et une commune suisse du canton de Fribourg, située dans le district du Lac.

## Géographie

Photo aérienne (1954)

Selon l'Office fédéral de la statistique, Fräschels mesure 314 ha. 10,5 % de cette superficie correspond à des surfaces d'habitat ou d'infrastructure, 71,3 % à des surfaces agricoles, 17,2 % à des surfaces boisées et 1,0 % à des surfaces improductives.
Fräschels est limitrophe de Chiètres dans le canton de Fribourg et Kallnach dans le canton de Berne.

## Démographie
Selon l'Office fédéral de la statistique, Fräschels compte 442 habitants en 2022. Sa densité de population atteint 141 hab./km2.
Le graphique suivant résume l'évolution de la population de Fräschels entre 1850 et 2008 :